# Joanna Piwowar
Joanna Piwowar (ur. 4 stycznia 1981 w Głogowie) – polska kompozytorka i poetka.
Magistra pedagogiki, pedagożka teatru, animatorka kultury, kompozytorka muzyki do spektakli teatralnych, piosenkopisarka, członkini Rady Programowej Festiwalu Artystycznego Młodzieży Akademickiej FAMA.
Laureatka Nagrody Artystycznej im. Grzegorza Ciechowskiego przyznawanej twórcom łączącym różne dziedziny sztuki. Kompozytorka, autorka i reżyser spektakli i widowisk muzycznych:
- Zakwalifikowani (2005) – scenariusz, muzyka, reżyseria – Nagroda Główna Festiwalu Artystycznego Młodzieży Akademickiej (FAMA)
- Odloty (2006) – reżyseria – widowisko muzyczne przygotowane w ramach SFP w Krakowie
- Numery według Tokarczuk (2007) – scenariusz, reżyseria – spektakl muzyczny bazujący na prozie Olgi Tokarczuk, [1]
- Reinkarnacje według Ciechowskiego – scenariusz, reżyseria
- Czarny kot, biały kot (2010) – autorka i reżyserka. Premiera podczas Festiwalu Piosenki i Ballady Filmowej w Toruniu.
- Spiski wg Wojciecha Kuczoka (2013) – kompozytor muzyki i wykonawca; Teatr Powszechny, Łódź. [2]
- Wakacje z duchami (2015) kompozytorka muzyki i autorka piosenek, Teatr Zagłębia w Sosnowcu. [3]
- Dziób w dziób (2016) współkompozytor muzyki i autorka piosenek, Teatr Mały w Tychach
- Kaczmarski. Wszystko, co mi się zdarzy (2021) scenarzystka i reżyserka, Teatr Mały w Tychach[4].
- Dziki wschód. (2021), kompozytorka, Teatr Miejski w Gliwicach [5]
- Ballady bez romansów. Mickiewicz wzruszony (2021) kompozytorka, wykonawczyni, Kielecki Teatr Tańca. [6]
- Wyspa mojej siostry (2022), reżyserka, kompozytorka, Teatr Mały w Tychach [7]
- Wyprawa na duchy wschodnie. (2022), kompozytorka, wykonawczyni, Kielecki Teatr Tańca [8]
- Dzikorosła  (2023), kompozytorka, wykonawczyni, performerka,   w ramach współpracy z Katarzyną Żeglicką [9]

Współtworzy razem z Martą Piwowar i Martą Groffik zespół Trzy Dni Później. Jest także wokalistką i kompozytorką zespołu Ms. No One oraz Digit All Love .